# Quercus semiserrata
Quercus semiserrata Roxb. – gatunek roślin z rodziny bukowatych (Fagaceae Dumort.). Występuje naturalnie w Bangladeszu, północno-wschodniej części Indii, Mjanmie, Tajlandii oraz południowych Chinach (w Junnanie oraz południowo-wschodnim Tybecie).

## Morfologia
PokrójZimozielone drzewo dorastające do 10 m wysokości.
LiścieBlaszka liściowa jest ma kształt od owalnie podługowatego do odwrotnie jajowato lancetowatego. Mierzy 13–25 cm długości oraz 3–7 cm szerokości, jest piłkowana przy wierzchołku, ma klinową nasadę i spiczasty wierzchołek. Ogonek liściowy jest nagi i ma 10–20 mm długości.
OwoceOrzechy o podługowato elipsoidalnym kształcie, dorastają do 35–40 mm długości i 22 mm średnicy. Osadzone są pojedynczo w kubkowatych miseczkach do 50–65% ich długości. Same miseczki mierzą 12–25 mm średnicy.

## Biologia i ekologia
Rośnie w wilgotnych wiecznie zielonych lasach. Występuje na wysokości do 500 m n.p.m.